# Станардсвілл (Вірджинія)
Станардсвілл (англ. Stanardsville) — місто (англ. town) в США, в окрузі Ґрін штату Вірджинія. Населення — 349 осіб (2020).

## Географія
Станардсвілл розташований за координатами 38°17′57″ пн. ш. 78°26′12″ зх. д. / 38.29917° пн. ш. 78.43667° зх. д. (38.299064, -78.436778).  За даними Бюро перепису населення США в 2010 році місто мало площу 0,93 км², уся площа — суходіл.

## Демографія
Згідно з переписом 2010 року, у місті мешкало 367 осіб у 156 домогосподарствах у складі 91 родини. Густота населення становила 397 осіб/км².  Було 182 помешкання (197/км²).
Расовий склад населення:
| - 77,1 % — білих - 17,7 % — чорних або афроамериканців - 4,9 % — осіб інших рас |

До двох чи більше рас належало 0,3 %. Частка іспаномовних становила 4,4 % від усіх жителів.
За віковим діапазоном населення розподілялося таким чином: 23,7 % — особи молодші 18 років, 52,6 % — особи у віці 18—64 років, 23,7 % — особи у віці 65 років та старші. Медіана віку мешканця становила 42,7 року. На 100 осіб жіночої статі у місті припадало 83,5 чоловіків;  на 100 жінок у віці від 18 років та старших — 75,0 чоловіків також старших 18 років.
Середній дохід на одне домашнє господарство  становив 45 447 доларів США (медіана — 31 250), а середній дохід на одну сім'ю — 52 312 долари (медіана — 29 167). Медіана доходів становила 35 893 долари для чоловіків та 30 417 доларів для жінок. За межею бідності перебувало 37,7 % осіб, у тому числі 69,1 % дітей у віці до 18 років та 8,5 % осіб у віці 65 років та старших.
Цивільне працевлаштоване населення становило 155 осіб. Основні галузі зайнятості: освіта, охорона здоров'я та соціальна допомога — 37,4 %, роздрібна торгівля — 22,6 %, будівництво — 14,8 %, науковці, спеціалісти, менеджери — 7,1 %.